# 蛇水之战
蛇水之战是公元662年发生在今朝鲜平壤一带的一次区域战争，是唐与高句丽的战争的重要组成部分，历史上又被称为第一次平壤战争。
高句丽渊盖苏文率军与唐朝沃沮道交锋。唐朝沃沮道全军覆没。 渊盖苏文杀死了唐朝沃沮道统领庞孝泰和他的13个兒子。